# Association pour l'apologie du neuvième art libre
 (décembre 2012).
Si vous disposez d'ouvrages ou d'articles de référence ou si vous connaissez des sites web de qualité traitant du thème abordé ici, merci de compléter l'article en donnant les références utiles à sa vérifiabilité et en les liant à la section « Notes et références ».
L'Association pour l'apologie du neuvième art libre (AANAL) est une maison d'édition de bande dessinée créée en 1985 par Jean-Christophe Menu, Mattt Konture et Stanislas pour éditer leurs productions personnelles et le fanzine Le Lynx à tifs. C'est l'ancêtre de L'Association, l'éditeur de bande dessinée alternatif français le plus visible des années 1990 et 2000.
On trouve parmi ses publications, la revue Le Lynx (rebaptisée ainsi à la suite des critiques de certains auteurs) ainsi que la première version de la collection de mini-livres « Patte de Mouche ». Les fondements alternatifs, conceptuels et polémiques de L'Association sont nés à l'époque de l'AANAL.